# PERI GmbH
La société PERI GmbH, fondée en 1969, est devenue l’un des leaders mondiaux dans le domaine de la fabrication et de la distribution de coffrages, d’échafaudages et d’étaiements. Sont venus s’ajouter à la maison mère située à Weissenhorn près de Ulm en Allemagne, 48 filiales et 100 dépôts situés dans le monde entier. PERI compte un effectif de 5.300 personnes dont 850 ingénieurs et a réalisé un chiffre d’affaires de 873 Mio € en 2009.

## Histoire
La société PERI a été créée en 1969 par M. Artur Schwörer († 2009) à Weissenhorn près de Ulm en Allemagne. Le tout premier produit commercialisé a été la poutrelle bois T 70 V avec une haute capacité portante et sa structure en treillis brevetée. Celle-ci fut remplacée en 1984 par la poutrelle GT 24. Avec son système ACS (Automatic Climbing System), PERI a lancé un jalon de référence dans la technologie de l’auto-grimpant. Ce système permet la construction de hautes tours sans l’aide de grue. Au début des années 1980, PERI était l’un des pionniers à utiliser l’Aluminium. L’accueil sceptique des professionnels du Bâtiment sera vite effacé par les résultats probants de ce matériau. La réduction de 20 % du poids du coffrage de dalle est un avantage certain, surtout lorsque le décoffrage est effectué manuellement.
Durant les 10 dernières années, le chiffre d’affaires du groupe PERI est passé de 350 à plus de 873 Mio. €, et le nombre de ses employés de 2.500 à 5.300.

## Vue d’ensemble des produits
Inclus dans la gamme de produits: le système de coffrage poutrelles, panneaux pour coffrage de voiles, coffrage poteaux, coffrage de dalles, console grimpante, plates-formes, système Auto-grimpant, étaiements, étais, étais tirant-poussants, contreplaqués, fermes de butonnage, systèmes d’ancrage, mais aussi, prestations de service, logiciels et formations.

## Projets
Quelques projets réalisés avec les systèmes PERI :
- Viaduc de Millau, France : piles de pont les plus hautes du monde à 245 m de hauteur.
- Tour Granite : La Défense.
- Cuatro Torres Business Area, Madrid, Espagne.
- Musée Mercedes-Benz, Stuttgart, Allemagne.
- Mega Bridge, Bangkok, Thaïlande : 4 pylônes de pont, haut de 170 m.
- Turning Torso, Malmö, Suède : gratte-ciel twisté, concept de l’architecte espagnol Santiago Calatrava
- Torre Agbar, Barcelona, Espagne : gratte-ciel de 142 m.
- Trump World Tower, New York : étage complet en 2 jours seulement.
- Hochhaus Uptown München, München, Allemagne : coffrage de dalle et noyau avec le système auto-grimpant ACS.